# 延岡市立上南方小中学校
延岡市立上南方小中学校（のべおかしりつかみみなみかたしょうちゅうがっこう）は、宮崎県延岡市細見町にある延岡市立小中一貫校の通称名。延岡市立上南方小学校と延岡市立南方中学校から構成される。

## 概要
延岡市細見町に位置する。

## 沿革

### 略歴
延岡市立上南方小中学校は、2015年4月より延岡市立上南方小学校と延岡市立南方中学校と施設を一体化し、小中一貫教育を開始した。

### 年表
- 2015年（平成27年） - 小中一貫校として開校

## 学校教育目標
- 豊かな心をもち、夢をもって、たくましく生きる児童生徒の育成

## 学校行事
| - 4月 入学式・始業式 - 5月 - 6月 | - 7月 終業式 - 8月 - 9月 始業式 | - 10月 - 11月 - 12月 終業式 | - 1月 始業式 - 2月 - 3月 卒業式・終業式 |

## 部活動
- 男女バスケットボール部
- 男女ソフトテニス部

## 通学区域
- 延岡市
  - 小川町、岡元町、高野町、貝の畑町、舞野町、平田町、上三輪町、中三輪町、行縢町、細見町[3]

「特認校」制度の適用を受け、上記区域以外の延岡市内からの通学も認められる。

## 交通
- 宮崎交通高千穂線細見バス停より徒歩約20分

## 校区内の主な施設
- ダチョウ園